# جوزيبي سالا
جوزيبي سالا (بالإيطالية: Giuseppe Sala)‏ هو مدير وسياسي إيطالي، ولد في 28 مايو 1958 في ميلانو في إيطاليا. حزبياً، نشط في الحزب الديمقراطي. في 2016 Milan municipal election ‏، انتخب عمدة ميلانو ‏ خلال فترته النيابية ‏ (21 يونيو 2016 – ).

## وصلات خارجية
- الموقع الرسمي